# Lagrezia paniculata
Lagrezia paniculata är en amarantväxtart som beskrevs av Alberto Judice Leote Cavaco. Lagrezia paniculata ingår i släktet Lagrezia och familjen amarantväxter. Inga underarter finns listade i Catalogue of Life.